# Medaile Za obranu Stalingradu
Medaile Za obranu Stalingradu (rusky: Медаль «За оборону Сталинграда») byla sovětská medaile založená roku 1942. Během druhé světové války byla udílena vojákům i civilistům za účast při obraně Stalingradu.

## Historie
Medaile byla založena dekretem prezidia Nejvyššího sovětu Sovětského svazu dne 22. prosince 1942. Byla udílena všem účastníkům obrany Stalingradu, tedy příslušníkům Rudé armády a sovětského námořnictva, příslušníkům jednotek NKVD a civilistům, kteří se přímo podíleli na obraně města. Za rozhodné období pro udělení medaile se považují data 12. července 1942 až 19. listopadu 1942.
Prvními sovětskými vyznamenáními, která byla udílena zavěšená na stuhou pokryté kovové destičce ve tvaru pětiúhelníku, byla medaile Za obranu Leningradu, medaile Za obranu Oděsy, medaile Za obranu Stalingradu a medaile Za obranu Sevastopolu. Původně se tyto medaile měly nosit napravo na hrudi. Zákonem ze dne 19. června 1943 byl zaveden tento nový typ stuhy a zároveň zákon ustanovil pravidlo o nošení těchto medailí na levé straně hrudníku spolu s dalšími vyznamenáními. Status medaile byl opět změněn dekretem prezidia Nejvyššího sovětu Sovětského svazu č. 2523-X ze dne 18. července 1980.
Medaile Za obranu Stalingradu se v přítomnosti dalších sovětských medailí nosí za Medailí Za obranu Sevastopolu. Pokud se nosí s vyznamenáními Ruské federace, pak mají ruská vyznamenání přednost.

## Pravidla udílení
Medaile byla udílena vojákům rudé armády, příslušníkům sovětského námořnictva, příslušníkům NKVD i civilistům, kteří se přímo účastnili obrany Stalingradu. Medaile s číslem certifikátu 00001 byla udělena veliteli 64. armády Michailu Stepanoviči Šumilovovi. Do 1. ledna 1995 byla medaile udělena přibližně v 759 560 případech.

## Popis medaile
Medaile má pravidelný kulatý tvar o průměru 32 mm. Původně měly být medaile vyráběny z nerezové oceli, ale již vyhláška ze dne 27. března 1943 změnila používaný kov na mosaz. Na přední straně je skupina vojáků. Vojáci v rukou svírají pušky připravené k boji. Na pozadí v pravé části vlaje vlajka Sovětského svazu. V levé části jsou vyobrazeny tanky a letadla mířící do boje. Při vnějším okraji je v horní části medaile půlkruhový nápis v cyrilici ЗА ОБОРОНУ СТАЛИНГРАДА (za obranu Stalingradu). Na zadní straně je na třech řádcích nápis v cyrilici ЗА НАШУ СОВЕТСКУЮ РОДИНУ (za naši sovětskou vlast). Nad nápisem je srp a kladivo.
Medaile je připojena pomocí jednoduchého kroužku ke kovové destičce ve tvaru pětiúhelníku potažené hedvábnou stuhou z moaré. Stuha je široká 24 mm. Nejdříve byla stuha šedá uprostřed s červeným pruhem širokým 8 mm. Vyhláška ze dne 19. června 1943 změnila barvu stuhy. Nadále byla používána stuha olivová uprostřed s červeným pruhem širokým 2 mm.

Autorem návrhu medaile je výtvarník Nikolaj Ivanovič Moskaljev.

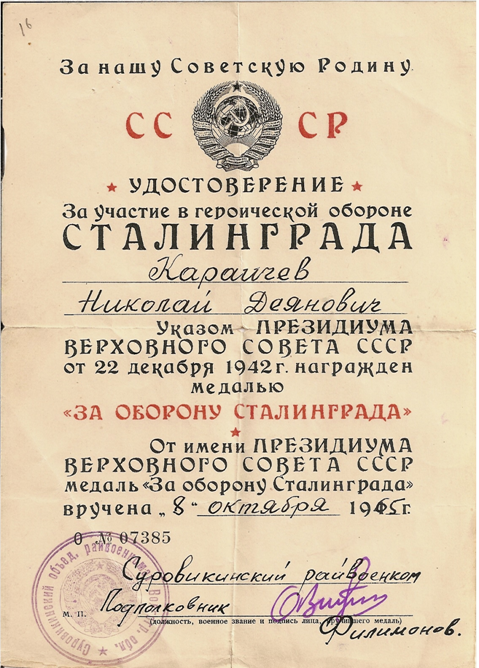
Osvědčení o udělení Medaile Za obranu Stalingradu
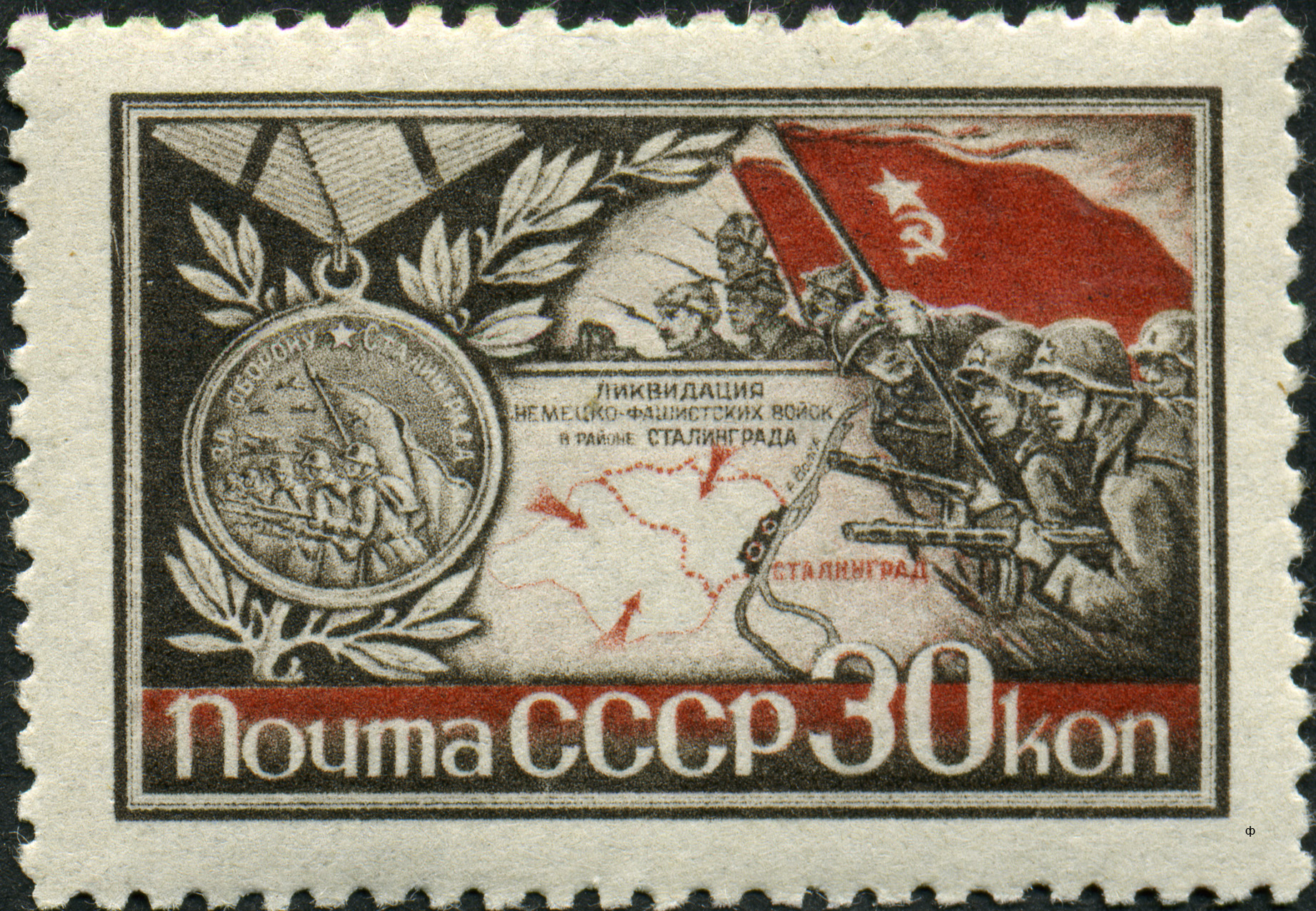
Sovětská poštovní známka s vyobrazením Medaile Za obranu Stalingradu
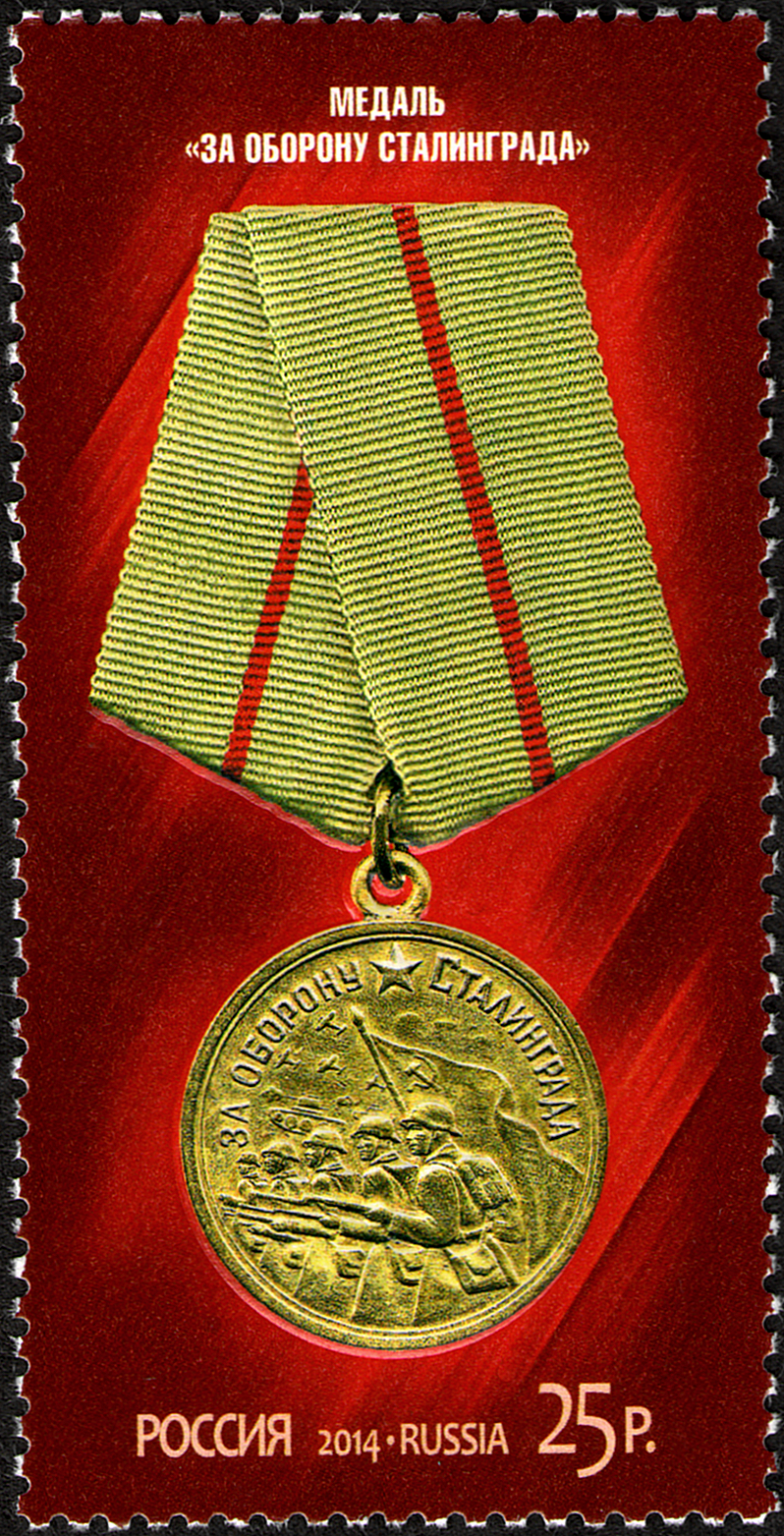
Ruská poštovní známka z roku 2014 s vyobrazením Medaile Za obranu Stalingradu